# Actua Golf
Actua Golf est une série de jeux vidéo de golf développé par Gremlin Graphics entre 1996 et 1998. Elle s'inscrit dans la lignée des Actua Sports.

## Actua Golf
Actua Golf (VR Golf '97 en Amérique du Nord) est sorti en 1996 sur PlayStation et Saturn.

## Actua Golf 2
Actua Golf 2 (ou Fox Sports Golf '99 an Amérique du Nord) est un jeu vidéo de sport (golf) développé par Gremlin Graphics Software et édité par Gremlin Graphics Software, sorti en 1998 sur Windows et PlayStation. 
Il reçoit la note de 82 % dans PC Jeux.

## Actua Golf 3
Actua Golf 3 est sorti en 1998 sur PlayStation. Il ressort en 2015 sur Windows.
Le jeu reçoit la note de 11/20 sur Jeuxvideo.com.